# Hydrocotyle pterocarpa
Hydrocotyle pterocarpa là một loài thực vật có hoa trong Họ Cuồng. Loài này được F. Muell. mô tả khoa học đầu tiên năm 1855.